# 依田道長
依田 道長（よだ どうちょう / みちなが、1845年2月2日（弘化元年12月26日）- 1923年（大正12年）8月3日）は、幕末から大正期の豪農、実業家、政治家。衆議院議員。幼名・熊弥太。

## 経歴
甲斐国山梨郡下井尻村（山梨県東山梨郡日下部村、日下部町を経て現山梨市下井尻）で、豪農・依田帯刀の長男として生まれる。元治元年（1864年）新徴組に加わるが、その後帰郷し、新徴組取締の山岡鉄太郎（山岡鉄舟）に入門し撃剣を学んだ。上黒駒村（現笛吹市）の武藤藤太と国事に奔走し、勤王運動に加わった。
明治維新後、明治5年（1872年）下井尻村戸長に、1876年（明治9年）学区取締総理に就任。1880年（明治13年）峡中同進会員となり自由民権運動に参画。1881年（明治14年）入会山林原野の官有地編入反対運動では中心的な役割を果たした。
1882年（明治15年）山梨県会議員に選出され2期在任。衆議院議員には第3回、第4回総選挙で当選し、連続2期在任した。第5回総選挙では河口善之助に候補を譲り引退した。

## 国政選挙歴
- 第2回衆議院議員総選挙（山梨県第2区、1892年2月、自由党）次点落選[9]
- 第3回衆議院議員総選挙（山梨県第2区、1894年3月、自由党）当選[9]
- 第4回衆議院議員総選挙（山梨県第2区、1894年9月、自由党）当選[10]